# Liste des maires de New York
Cet article dresse une liste des maires de la ville de New York.

## Maires de New York avant la consolidation
Pendant la période coloniale hollandaise de 1624 à 1664, La Nouvelle-Amsterdam a été gouvernée par le directeur de Nouvelle-Néerlande. Le poste de maire de New York a été créé en 1665 et le titulaire était nommé par les gouverneurs coloniaux jusqu'en 1777. Thomas Willett a été le premier à être nommé en 1665. L'année précédente, New York était dirigée par Richard Nicolls, le gouverneur militaire britannique de la province de New York.

### Maires nommés
| Ordre de succession | Maire                   | Mandat    | Parti | Parti                       |
| ------------------- | ----------------------- | --------- | ----- | --------------------------- |
| 1                   | Thomas Willett          | 1665-1666 |       | Aucun                       |
| 2                   | Thomas Delavall         | 1666-1667 |       | Aucun                       |
| 1                   | Thomas Willett          | 1667-1668 |       | Aucun                       |
| 3                   | Cornelius Van Steenwyk  | 1668-1671 |       | Aucun                       |
| 2                   | Thomas Delavall         | 1671-1672 |       | Aucun                       |
| 4                   | Matthias Nicholls       | 1672-1673 |       | Aucun                       |
| 5                   | John Lawrence           | 1673-1675 |       | Aucun                       |
| 6                   | William Dervall         | 1675-1676 |       | Aucun                       |
| 7                   | Nicholas De Mayer       | 1676-1677 |       | Aucun                       |
| 8                   | Stephanus Van Cortlandt | 1677-1678 |       | Aucun                       |
| 2                   | Thomas Delavall         | 1678-1679 |       | Aucun                       |
| 9                   | Francis Rombouts        | 1679-1680 |       | Aucun                       |
| 10                  | William Dyre            | 1680-1682 |       | Aucun                       |
| 3                   | Cornelius Van Steenwyk  | 1682-1684 |       | Aucun                       |
| 11                  | Gabriel Minvielle       | 1684-1685 |       | Aucun                       |
| 12                  | Nicolas Bayard          | 1685-1686 |       | Aucun                       |
| 8                   | Stephanus Van Cortlandt | 1686-1688 |       | Aucun                       |
| 13                  | Peter Delanoy           | 1688-1691 |       | Aucun                       |
| 5                   | John Lawrence           | 1691-1692 |       | Aucun                       |
| 14                  | Abraham de Peyster      | 1692-1694 |       | Aucun                       |
| 15                  | Charles Lodwik          | 1694-1696 |       | Aucun                       |
| 16                  | William Merritt         | 1696-1698 |       | Aucun                       |
| 17                  | Johannes de Peyster     | 1698-1699 |       | Aucun                       |
| 18                  | David Provost           | 1699-1700 |       | Aucun                       |
| 19                  | Isaac De Reimer         | 1700-1701 |       | Aucun                       |
| 20                  | Thomas Noell            | 1701-1702 |       | Aucun                       |
| 21                  | Thomas Hood             | 1702      |       | Aucun                       |
| 22                  | Phillip French          | 1702-1703 |       | Aucun                       |
| 23                  | William Peartree        | 1703-1707 |       | Aucun                       |
| 24                  | Ebenezer Wilson         | 1707-1710 |       | Aucun                       |
| 25                  | Jacobus Van Cortlandt   | 1710-1711 |       | Aucun                       |
| 26                  | Caleb Heathcote         | 1711-1714 |       | Aucun                       |
| 27                  | John Johnstone          | 1714-1719 |       | Aucun                       |
| 25                  | Jacobus Van Cortlandt   | 1719-1720 |       | Aucun                       |
| 28                  | Robert Walters          | 1720-1725 |       | Aucun                       |
| 29                  | Johannes Jansen         | 1725-1726 |       | Aucun                       |
| 30                  | Robert Lurting          | 1726-1735 |       | Aucun                       |
| 31                  | Paul Richard            | 1735-1739 |       | Aucun                       |
| 32                  | John Cruger             | 1739-1744 |       | Aucun                       |
| 33                  | Stephen Bayard          | 1744-1747 |       | Aucun                       |
| 34                  | Edward Holland          | 1747-1757 |       | Aucun                       |
| 35                  | John Cruger Jr.         | 1757-1766 |       | Aucun                       |
| 36                  | Whitehead Hicks         | 1766-1776 |       | Aucun                       |
| 37                  | David Mathews           | 1776-1784 |       | Aucun                       |
| 38                  | James Duane             | 1784-1789 |       | Aucun                       |
| 39                  | Richard Varick          | 1789-1801 |       | Aucun                       |
| 40                  | Edward Livingston       | 1801-1803 |       | Parti républicain-démocrate |
| 41                  | DeWitt Clinton          | 1803-1807 |       | Parti républicain-démocrate |
| 42                  | Marinus Willett         | 1807-1808 |       | Aucun                       |
| 41                  | DeWitt Clinton          | 1808-1810 |       | Parti républicain-démocrate |
| 43                  | Jacob Radcliff          | 1810-1811 |       | Aucun                       |
| 41                  | DeWitt Clinton          | 1811-1815 |       | Parti républicain-démocrate |
| 44                  | John Ferguson           | 1815      |       | Aucun                       |
| 43                  | Jacob Radcliff          | 1815-1818 |       | Aucun                       |
| 45                  | Cadwallader D. Colden   | 1818-1821 |       | Parti fédéraliste           |
| 46                  | Stephen Allen           | 1821-1824 |       | Aucun                       |
| 47                  | William Paulding Jr.    | 1825-1826 |       | Parti démocrate             |
| 48                  | Philip Hone             | 1826-1827 |       | Parti whig                  |
| 47                  | William Paulding Jr.    | 1827-1829 |       | Parti démocrate             |
| 49                  | Walter Bowne            | 1829-1833 |       | Parti démocrate             |
| 50                  | Gideon Lee              | 1833-1834 |       | Parti démocrate             |

### Maires élus
Depuis 1834, les maires ont été élus au suffrage populaire direct. Le mandat est d'un an renouvelable. Il est prolongé à deux ans après 1849. 
| Ordre de succession | Maire                       | Mandat    | Parti | Parti                       |
| ------------------- | --------------------------- | --------- | ----- | --------------------------- |
| 51                  | Cornelius Van Wyck Lawrence | 1834-1837 |       | Parti démocrate             |
| 52                  | Aaron Clark                 | 1837-1839 |       | Parti whig                  |
| 53                  | Isaac L. Varian             | 1839-1841 |       | Parti démocrate             |
| 54                  | Robert Morris               | 1841-1844 |       | Parti démocrate             |
| 55                  | James Harper                | 1844-1845 |       | American Party/Know Nothing |
| 56                  | William Havemeyer           | 1845-1846 |       | Parti démocrate             |
| 57                  | Andrew H. Mickle            | 1846-1847 |       | Parti démocrate             |
| 58                  | William Brady               | 1847-1848 |       | Parti whig                  |
| 56                  | William Havemeyer           | 1848-1849 |       | Parti démocrate             |
| 59                  | Caleb Smith Woodhull        | 1849-1851 |       | Parti whig                  |
| 60                  | Ambrose Kingsland           | 1851-1853 |       | Parti whig                  |
| 61                  | Jacob Westervelt            | 1853-1855 |       | Parti démocrate             |
| 62                  | Fernando Wood               | 1855-1858 |       | Parti démocrate             |
| 63                  | Daniel F. Tiemann           | 1858-1860 |       | Coalition                   |
| 62                  | Fernando Wood               | 1860-1862 |       | Parti démocrate             |
| 64                  | George Opdyke               | 1862-1864 |       | Parti républicain           |
| 65                  | Charles Gunther             | 1864-1866 |       | Parti démocrate             |
| 66                  | John T. Hoffman             | 1866-1868 |       | Parti démocrate             |
| 67                  | Thomas Coman                | 1868      |       | Parti démocrate             |
| 68                  | Abraham Oakey Hall          | 1869-1872 |       | Parti républicain           |
| 56                  | William Havemeyer           | 1873-1874 |       | Parti républicain           |
| 69                  | Samuel Vance                | 1874      |       | Parti républicain           |
| 70                  | William Wickham             | 1875-1876 |       | Parti démocrate             |
| 71                  | Smith Ely, Jr.              | 1877-1878 |       | Parti démocrate             |
| 72                  | Edward Cooper               | 1879-1880 |       | Parti démocrate             |
| 73                  | William Russell Grace       | 1881-1882 |       | Démocrate (Anti-Tammary)    |
| 74                  | Franklin Edson              | 1883-1884 |       | Parti démocrate             |
| 73                  | William Russell Grace       | 1885-1886 |       | Indépendant                 |
| 75                  | Abram S. Hewitt             | 1887-1888 |       | Parti démocrate             |
| 76                  | Hugh J. Grant               | 1889-1892 |       | Parti démocrate             |
| 77                  | Thomas F. Gilroy            | 1893-1894 |       | Parti démocrate             |
| 78                  | William L. Strong           | 1895-1897 |       | Parti républicain           |

## Maires de New York après la consolidation de 1898
Avant 1898, la ville se limitait pratiquement à l'île de Manhattan. La consolidation de 1898 a créé la ville comme elle l'est aujourd'hui avec cinq arrondissements: Manhattan, le Bronx, Brooklyn, Queens et Staten Island. Par la consolidation, Manhattan fusionne donc avec les autres boroughs. La Charte stipulait que le maire devait être élu pour un seul mandat de quatre ans. En 1901, le mandat a été réduit à deux ans, mais sans restriction de réélection. En 1905, le mandat a été prolongé de nouveau à quatre ans renouvelable.
Les maires Fiorello La Guardia, Robert F. Wagner Jr.. et Ed Koch ont servi pendant douze ans chacun (trois mandats consécutifs). En 1993, les électeurs ont approuvé une limite de deux mandats (huit ans) et ont reconfirmé cette limite lorsque la question a été soumise au référendum en 1996. En 2008, le conseil municipal de New York a voté pour changer la limite de deux mandats à trois (sans soumettre la question aux électeurs). Les contestations judiciaires de la décision du Conseil ont été rejetées par les tribunaux fédéraux en janvier et avril 2009. Ce régime a permis à Michael Bloomberg de faire trois mandats. Cependant, en 2010, un autre référendum, revenant à la limite de deux mandats, a été adopté à une écrasante majorité. 
| Ordre de succession | Maire                        | Mandat    | Parti | Parti                                                       |
| ------------------- | ---------------------------- | --------- | ----- | ----------------------------------------------------------- |
| 79                  | Robert A. Van Wyck           | 1898-1901 |       | Parti démocrate                                             |
| 80                  | Seth Low                     | 1902-1903 |       | Union des Citoyens / Républicain / Démocrate (Anti-Tammary) |
| 81                  | George Brinton McClellan Jr. | 1904-1909 |       | Parti démocrate                                             |
| 82                  | William Jay Gaynor           | 1910-1913 |       | Parti démocrate                                             |
| 83                  | Ardolph Loges Kline          | 1913      |       | Parti républicain                                           |
| 84                  | John Purroy Mitchel          | 1914-1917 |       | Parti démocrate                                             |
| 85                  | John Francis Hylan           | 1918-1925 |       | Parti démocrate                                             |
| 86                  | James J. Walker              | 1926-1932 |       | Parti démocrate                                             |
| 87                  | Joseph V. McKee              | 1932      |       | Parti démocrate                                             |
| 88                  | John P. O'Brien              | 1933      |       | Parti démocrate                                             |
| 89                  | Fiorello La Guardia          | 1934-1945 |       | Parti républicain                                           |
| 90                  | William O'Dwyer              | 1946-1950 |       | Parti démocrate                                             |
| 91                  | Vincent R. Impellitteri      | 1950-1953 |       | Parti démocrate                                             |
| 92                  | Robert F. Wagner Jr.         | 1954-1965 |       | Parti démocrate                                             |
| 93                  | John V. Lindsay              | 1966-1973 |       | Républicain / Démocrate / Parti libéral de New York         |
| 94                  | Abraham D. Beame             | 1974-1977 |       | Parti démocrate                                             |
| 95                  | Edward I. Koch               | 1978-1989 |       | Parti démocrate                                             |
| 96                  | David N. Dinkins             | 1990-1993 |       | Parti démocrate                                             |
| 97                  | Rudy Giuliani                | 1994-2001 |       | Parti républicain                                           |
| 98                  | Michael R. Bloomberg         | 2002-2013 |       | Parti républicain/Indépendant                               |
| 99                  | Bill de Blasio               | 2014-2021 |       | Parti démocrate                                             |
| 100                 | Eric Adams                   | 2022-     |       | Parti démocrate                                             |

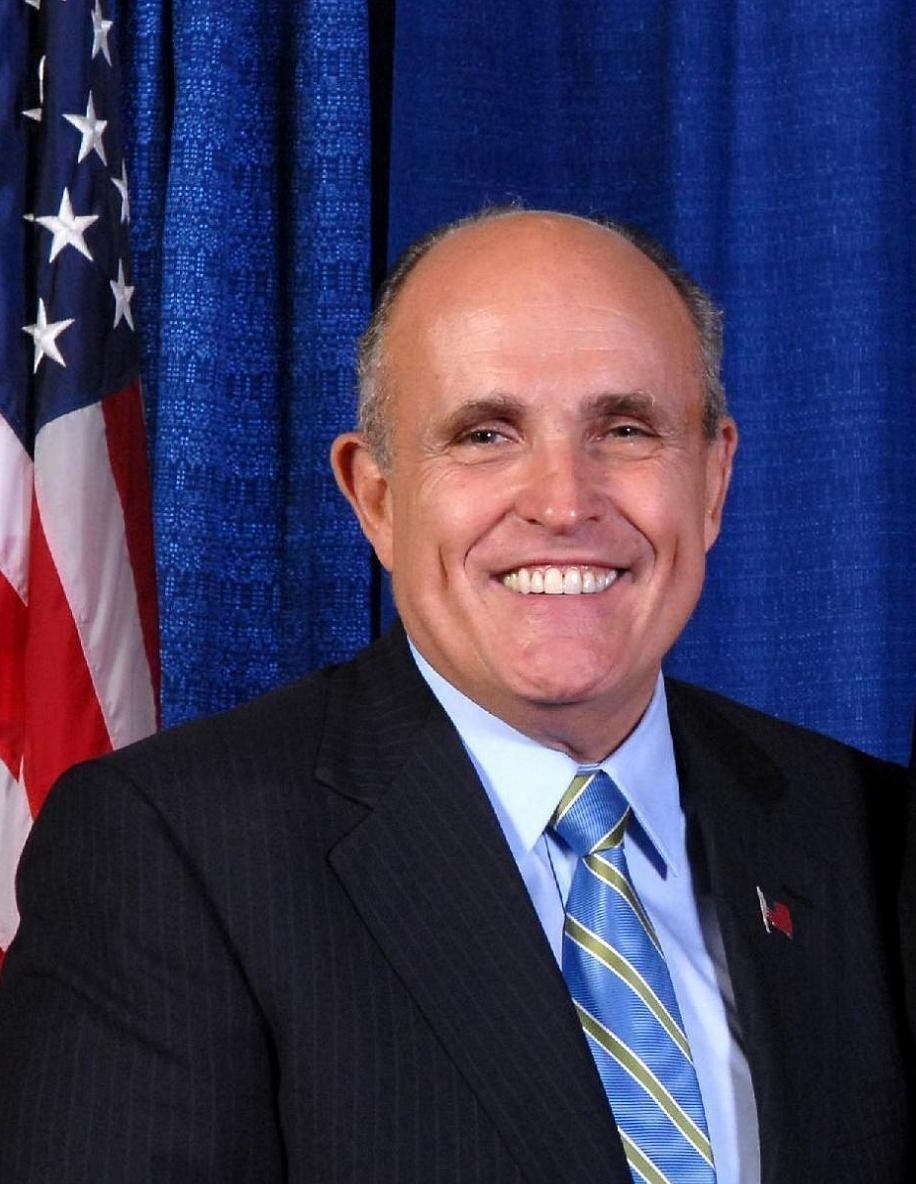
Rudy Giuliani (1994-2001).
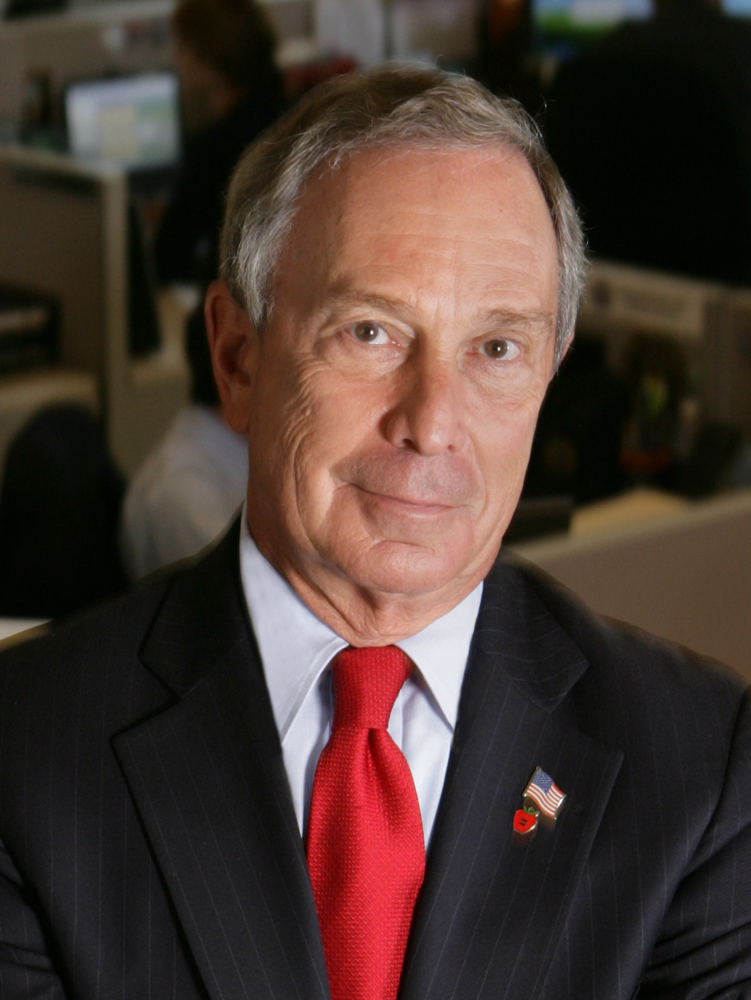
Michael Bloomberg (2002-2013).
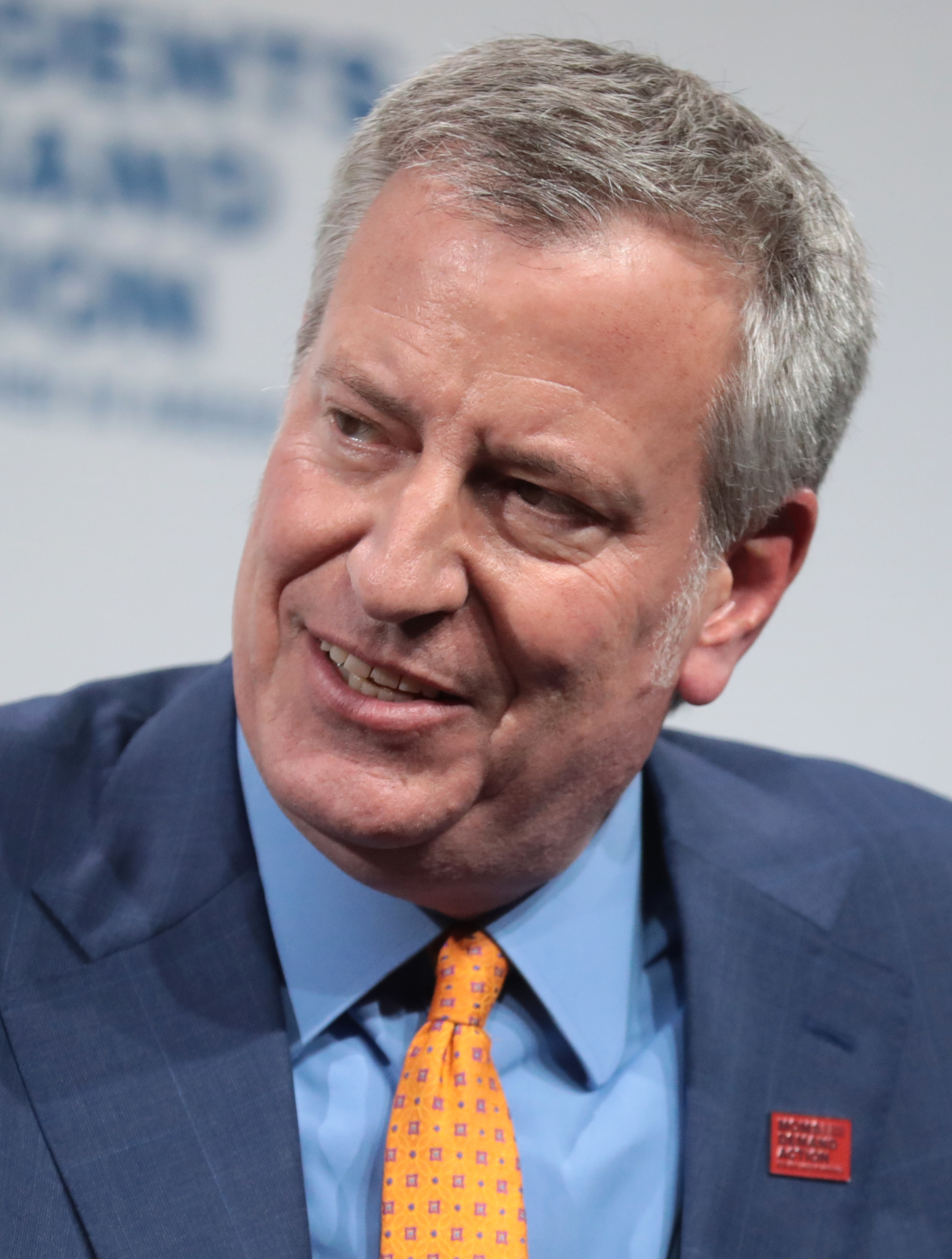
Bill de Blasio (2014-2021).
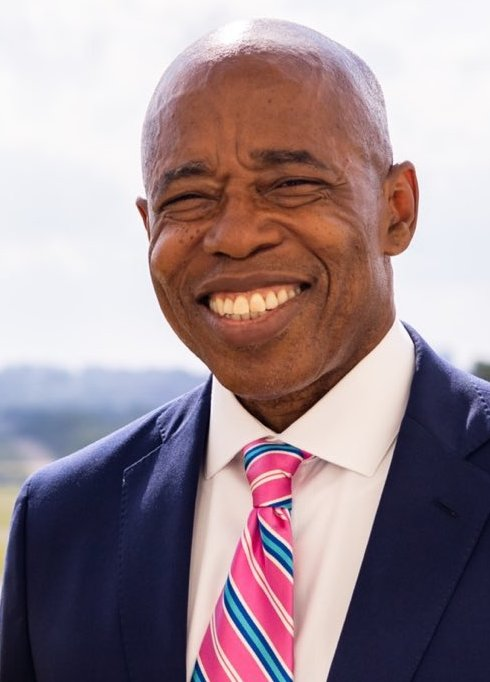
Eric Adams (depuis 2022).

## Remarques
Tous les maires étaient blancs jusqu’à l’élection de David Dinkins (1990-1993), le premier Afro-Américain à occuper ce poste (le second étant le maire actuel, Eric Adams). New York n’a pas eu de maire hispanique ou latino, à l’exception peut-être de John Purroy Mitchel (1914-1917), qui était d’origine espagnole et dont le grand-père est né au Venezuela. Les maires de New York ont été diversifiés sur le plan religieux, avec des maires protestants, juifs et catholiques. Aucune femme n’a jamais été maire de New York. 

## Source
- (en) Cet article est partiellement ou en totalité issu de l’article de Wikipédia en anglais intitulé « List of mayors of New York City » (voir la liste des auteurs).